# Luigi Pantisano
Luigi Pantisano (* 28. Juli 1979 in Waiblingen) ist ein deutscher Politiker (Die Linke). Er ist seit 2025 Mitglied des Deutschen Bundestages.

## Persönlicher Werdegang

### Jugend und Ausbildung
Luigi Pantisano wurde als Sohn italienischer Eltern geboren und wuchs mit seinem Bruder Alfonso Pantisano als Kleinkind zwischenzeitlich in Kalabrien auf. Nach dem Besuch der Staufer Haupt- und Werkrealschule in Waiblingen und einer Ausbildung zum Bauzeichner studierte Pantisano von 2000 bis 2005 Architektur an der Hochschule für Technik Stuttgart und der Technischen Universität Tokio. Sein anschließendes Studium der Stadtplanung an der Universität Stuttgart (HfT) schloss er 2008 als Diplom-Ingenieur ab.

### Berufliche Tätigkeit
Von 2009 bis 2014 arbeitete er als Quartiersmanager in Konstanz, von 2011 bis 2015 war er akademischer Mitarbeiter für Forschung und Lehre am städtebaulichen Institut der Universität Stuttgart. 2015 nahm er verschiedene Lehraufträge an den Universitäten Stuttgart und Konstanz, sowie an der HfT Stuttgart und der Hochschule für Technik, Wirtschaft und Gestaltung Konstanz (HTWG) wahr.
Von 2015 bis 2016 war Pantisano politischer Geschäftsführer der Fraktionsgemeinschaft SÖS-Linke-PluS im Stuttgarter Gemeinderat und 2017 wissenschaftlicher Mitarbeiter von Bernd Riexinger.

## Politischer Werdegang

### Kommunalpolitik und Partei Die Linke
Luigi Pantisanos kommunalpolitisches Engagement begann nach eigenen Angaben um 1999. 2016 wurde er für die Wählergruppe Stuttgart Ökologisch Sozial (SÖS) Mitglied des Stuttgarter Gemeinderats, dem er daraufhin bis 2025 angehörte. 2017 trat er der Linkspartei bei. 2020 kandidierte er für das Amt des Oberbürgermeisters in Konstanz, wobei er auch von den Grünen und lokalen Listen unterstützt wurde. Nachdem er im ersten Wahlgang noch vorne gelegen hatte, unterlag er im zweiten Wahlgang dem Amtsinhaber Ulrich Burchardt.
2021 war Pantisano stellvertretender Landessprecher der Linken in Baden-Württemberg. Von 2022 bis 2024 war Pantisano Mitglied des Parteivorstands auf Bundesebene.

### Deutscher Bundestag
Bei der Bundestagswahl 2025 kandidierte Luigi Pantisano im Wahlkreis Stuttgart I und zog über Platz 2 der Landesliste in den Deutschen Bundestag ein. Im 21. Deutschen Bundestag ist er Mitglied in folgenden Gremien und Ausschüssen:
- Ordentliches Mitglied im Verkehrsausschuss
- Stellvertretendes Mitglied im Ausschuss für Umwelt, Klimaschutz, Naturschutz und nukleare Sicherheit sowie im Ausschuss für Kultur und Medien

Am 24. Juni 2025 wurde er zum stellvertretenden Fraktionsvorsitzenden und Leiter des Arbeitskreises für Wohnen, Mobilität und Klimaschutz gewählt.
Er ist Mitglied der parteiinternen Bewegungslinken.

## Mitgliedschaften
Pantisano ist Mitglied der Architektenkammer Baden-Württemberg, der Vereinigung der Verfolgten des Naziregimes – Bund der Antifaschistinnen und Antifaschisten (VVN-BdA) sowie der Vereinten Dienstleistungsgewerkschaft (ver.di).